# Banatski Brestovac
Banatski Brestovac  (ćir.: Банатски Брестовац njem.: Banat Brestowatz ili Rustendorf, mađ.: Beresztóc) je naselje u općini Pančevo u Južnobanatskom okrugu u Vojvodini. Selo je prije Drugog svjetskoga rata bilo naseljeno Nijemcima.

## Zemljopis
Naselje se nalazi u općini Pančevo, 21 km od Pančeva i 38 km od Beograda, u blizini Dunava.

## Stanovništvo
U naselju Banatski Brestovac živi 3.517 stanovnika, od toga 2.795 punoljetnih stanovnika, a prosječna starost stanovništva iznosi 39,5 godina (38,0 kod muškaraca i 40,9 kod žena). U naselju ima 1.067 domaćinstava, a prosječan broj članova po domaćinstvu je 3,30.
| Etnički sastav 2002. |            |        |
| Narod                | Stanovnika | %      |
| Srbi                 | 3.029      | 86,12% |
| Muslimani            | 179        | 5,08%  |
| Romi                 | 97         | 2,75%  |
| Bošnjaci             | 18         | 0,51%  |
| Crnogorci            | 13         | 0,36%  |
| Makedonci            | 12         | 0,34%  |
| Mađari               | 8          | 0,22%  |
| Hrvati               | 6          | 0,17%  |
| Bugari               | 6          | 0,17%  |
| ostali               | 12         | 0,34%  |
| nepoznato            | 60         | 1,70%  |

| broj stanovnika | 4068  | 4289  | 4322  | 3809  | 3865  | 3715  | 3517  |
|                 | 1948. | 1953. | 1961. | 1971. | 1981. | 1991. | 2001. |

## Vanjske poveznice
- Položaj, vrijeme i udaljenosti naselja  Arhivirana inačica izvorne stranice od 2. siječnja 2009. (Wayback Machine)